# سیارک ۴۲۵۶
سیارک ۴۲۵۶ (به انگلیسی: 4256 Kagamigawa، نامگذاری:1986TX) چهار هزار و دویست و پنجاه و ششمین سیارک کشف شده‌است که در ۳ اکتبر ۱۹۸۶ کشف شد.
قدر مطلق سیارک برابر ۱۳٫۴۰ است.